# Traitement intramammaire
Un traitement intramammaire est un traitement médicamenteux (antibiotique en général), destiné à soigner une infection mammaire chez des animaux d'élevage ou domestiques.  

## Procédure
L'injection se fait, après vidange de la mamelle, désinfection du trayon et par injection du médicament à l'intérieur de la mamelle, dans un ou plusieurs trayons.
Le médicament est introduit à la seringue via une canule. Il remonte dans la mamelle via le canal du trayon. 
Le traitement doit se faire en respectant l'intégrité du sphincter du trayon. Un massage du trayon, de bas en haut permet une bonne répartition du produit. Puis une désinfection terminale (post-trempage en général, ou pulvérisation) achève le traitement. 
La seringue/canule et le reste du matériel doivent être jetés dans une poubelle appropriée, et l'intervention est à enregistrer dans le carnet sanitaire. Il convient ensuite d'évite une contamination de la trayeuse et/ou du lait par l'antibiotique.

## Utilisations principales
Ce traitement est appliqué encas de :
- mammite clinique
- tarissement mammaire (traitement souvent dit «Dry-Cow Treatment» par les anglophones, ou « traitement au tarissement » pour les francophones)[3]

## Risques
Outre que l'antibiotique est retrouvé dans le sang (Larson and Anderson, 1985, Mercer et al., 1970, Nouws and Ziv, 1982), et la viande, l'urine et/ou les fèces de l'animal (et donc dans le lisiers et fumiers), il peut ensuite aussi contaminer le lait, de même que des bactéries antibiorésistantes (ex : Escherichia coli et Enterococcus spp. et diverses bactéries pathogènes de la glande mammaire). 
le traitement intramammaire est l'un des traitements qui a conduit à l'apparition très fréquente d'antibiorésistances de bactéries commensales ou opportunistes dans les élevages, et tout particulièrement dans les élevages industriels qui favorisent dans ce cas la contagion d'un grand nombre d'animaux. 
En France, selon le rapport annuel de l'ANSES : entre 2011 (année de début du suivi national) et 2019, l’exposition globale des bovins aux antibiotiques a diminué de 25,5 %. Et le nombre de traitements intramammaires par vache laitière a diminué de 31,4 %. 
En 2019,
- 71,9 traitements étaient estimés faits pour 100 vaches laitières en période de lactation
- 41,6 traitements étaient estimés faits pour 100 vaches au tarissement.

Les médicaments administrés pour limiter les infections au tarissement comptaient pour plus de 43 % des traitements intramammaires en 1999 ; ils sont passés à 36,6 % en 2019. De plus conformément aux objectifs des plans Ecoantibio I et II, les céphalosporines de dernières générations (classés antibiotiques d’importance critique pour la santé humaine) a baissé de 98,9 % de 2013 à 2019 (malgré une augmentation en 2018 peut-être explicable par un décalage des chiffres de ventes déclarés pour 2018 pour certains médicaments. L’exposition des bovins à la colistine, également classé « critique » a quant à lui reculé de plus de 52 % par rapport à 2014/2015, soit au-delà de l'objectif fixé (- 50 %).